# Blučina
Blučina (německy Lautschütz, později Lautschitz) je obec v okrese Brno-venkov v Jihomoravském kraji, v Dyjsko-svrateckém úvalu. Severním okrajem obce protéká řeka Litava. Žije zde přibližně 2 300 obyvatel.
Blučina se nachází nedaleko dálnice D2, lze z ní odbočit na exitu 11 – Blučina. V obci se nachází krytý bazén (17 × 8 metrů). Nachází se zde archeologické naleziště Cezavy, které je významné dvěma objevy:
- hrob germánského velmože z doby stěhování národů
- polykulturní osídlení z doby mladší bronzové se stopami obětních rituálů.[5]

Dále zde nalezneme přírodní park Výhon. V obci se pořádají tradiční hody.
Jedná se o vinařskou obec ve Velkopavlovické vinařské podoblasti (viniční tratě Vyšavy, Staré hory, Štumberk, Kyperky, Cézavy).

## Název
Název vesnice byl odvozen od obecného bluk – "hukot vody". Jméno označovalo místo, kde byl takový hukot vody slyšet, případně šlo o přenesení jména některého místního potoka s takovým názvem. Německé jméno vzniklo z českého Blučina.

## Historie
Nejstarší možná písemná zmínka o obci se nachází ve falzu zakládací listiny rajhradského kláštera, které mělo být údajně sepsáno dne 26. listopadu 1048, ale dnes je zřejmé, že pochází až z 13. století. První spolehlivá historická písemná zmínka pochází v ochranném privilegiu vydaném králem Václavem I. ve prospěch tišnovského kláštera cisterciaček a jeho statků, jehož pravost dne 7. prosince 1240 mezi mnoha jinými dosvědčil také blučinský plebán Jan (Johannes plebanus de Luschin).
Od roku 1494 byla Blučina městečkem.
V letech 2003–2005 byl severovýchodně od obce vybudován rybník Blučiňák.

## Obyvatelstvo
| Rok            | 1869  | 1880  | 1890  | 1900  | 1910  | 1921  | 1930  | 1950  | 1961  | 1970  | 1980  | 1991  | 2001  | 2011  | 2021  |
| -------------- | ----- | ----- | ----- | ----- | ----- | ----- | ----- | ----- | ----- | ----- | ----- | ----- | ----- | ----- | ----- |
| Počet obyvatel | 1 298 | 1 451 | 1 530 | 1 591 | 1 632 | 1 759 | 1 843 | 1 802 | 1 989 | 1 939 | 1 881 | 1 918 | 2 006 | 2 215 | 2 203 |
| Počet domů     | 224   | 257   | 280   | 298   | 316   | 319   | 373   | 427   | 451   | 466   | 499   | 578   | 611   | 661   | 694   |

Vývoj počtu obyvatel

## Obecní symboly
Znak a vlajka byly obci uděleny rozhodnutím předsedy Poslanecké sněmovny Parlamentu České republiky dne 31. ledna 2002.

## Doprava
Územím obce prochází dálnice D2 s exitem 11. Na něm se kříží se silnicí II/416 v úseku Újezd u Brna – Židlochovice. Obcí dále prochází silnice III. třídy:
- III/41611 Jalovisko – Blučina
- III/41614 Opatovice – Blučina

## Pamětihodnosti
- Kostel Nanebevzetí Panny Marie, s jádrem ze třetí čtvrtiny 13. století
- Renesanční budova radnice z počátku 17. století
- Mariánský barokní sloup z první poloviny 18. století, se sochami svaté Barbory, svatého Floriána a svatého Jana Nepomuckého; v grottě je umístěna socha svaté Rozálie, na vrcholu pilíře pak socha Panny Marie Immaculaty.[11]

## Osobnosti
- Benedikt Karel Korčian OSB (1840–1912), zemský prelát a rajhradský opat, čestný občan[zdroj⁠?!]

## Galerie

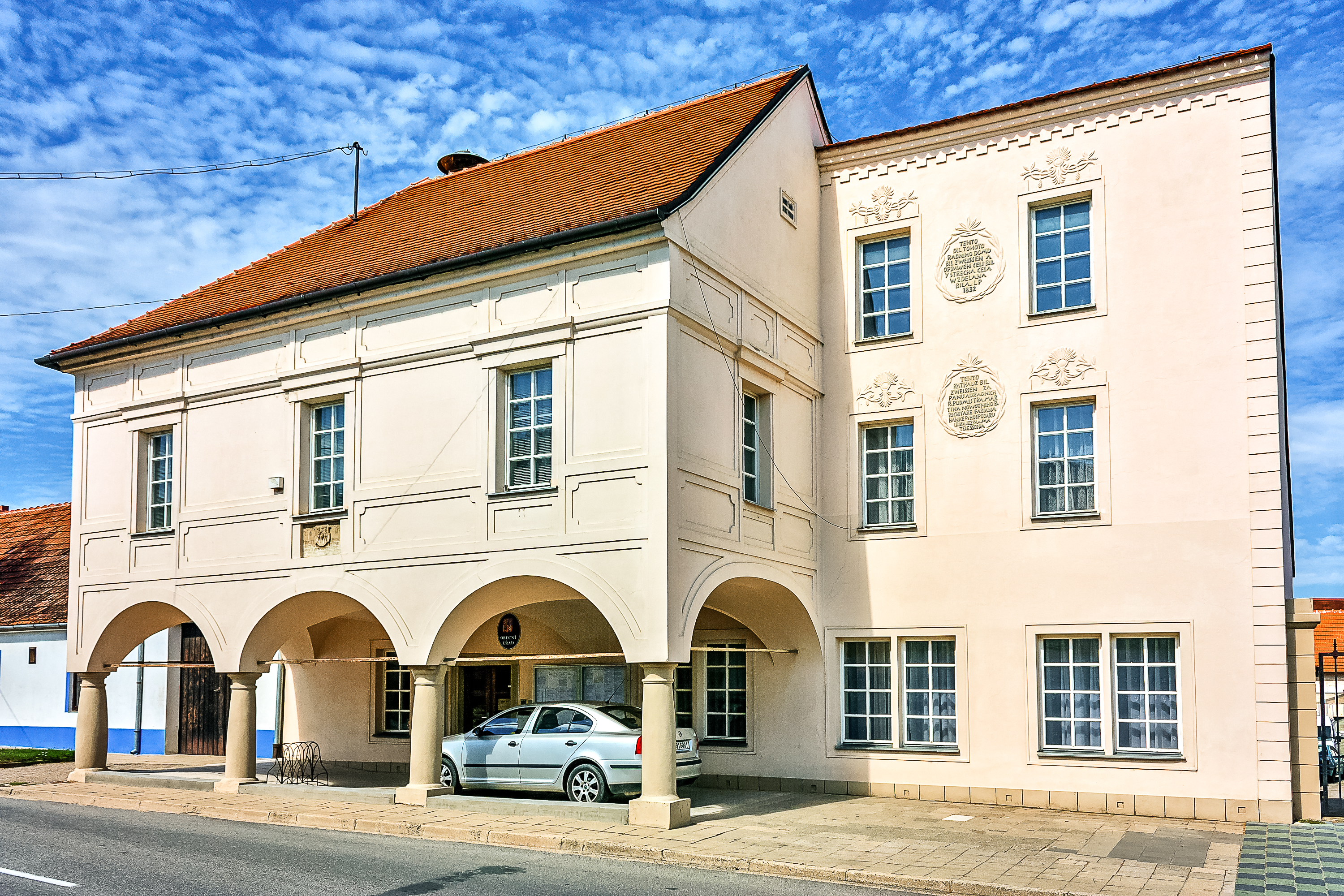
Renesanční radnice
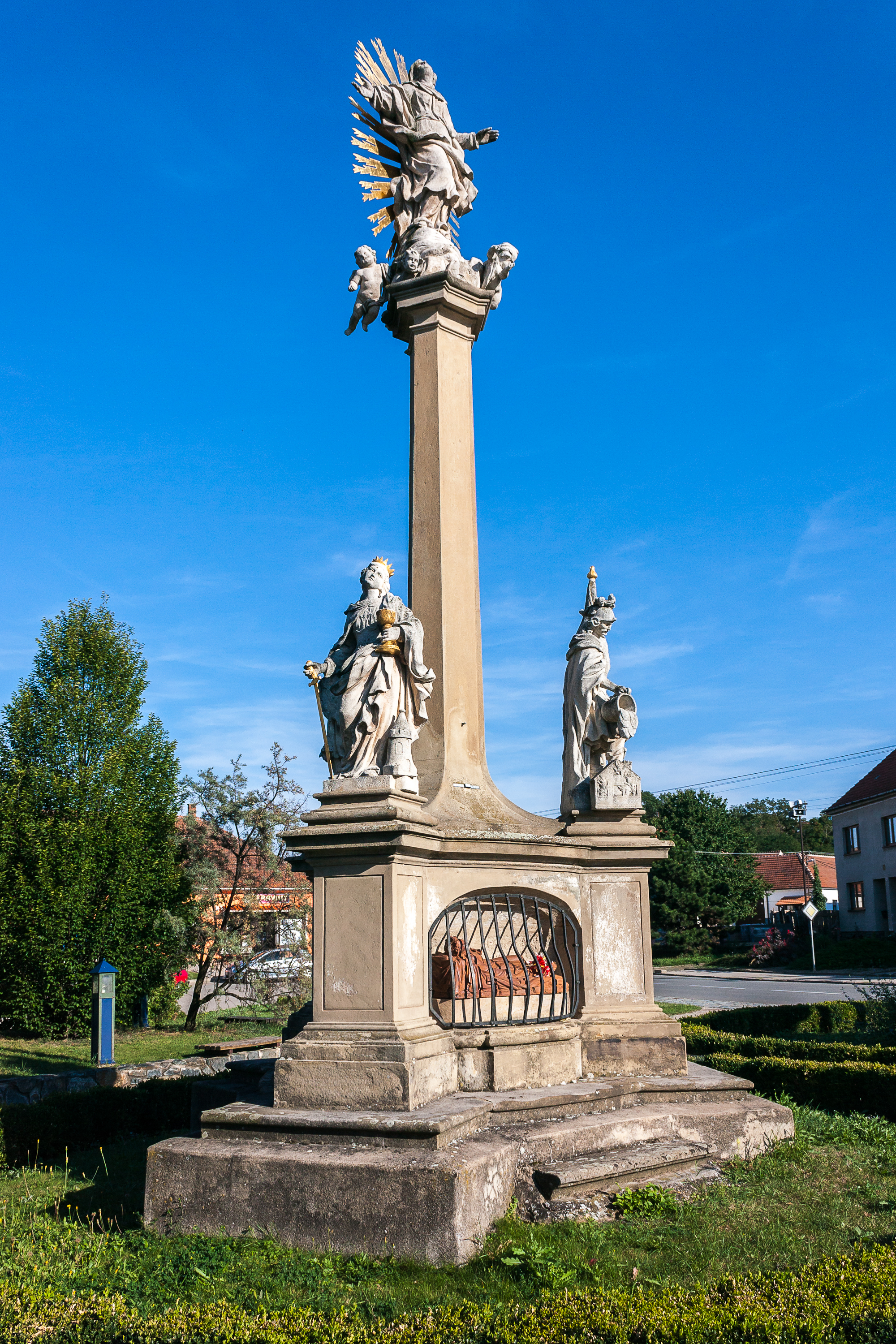
Mariánský sloup
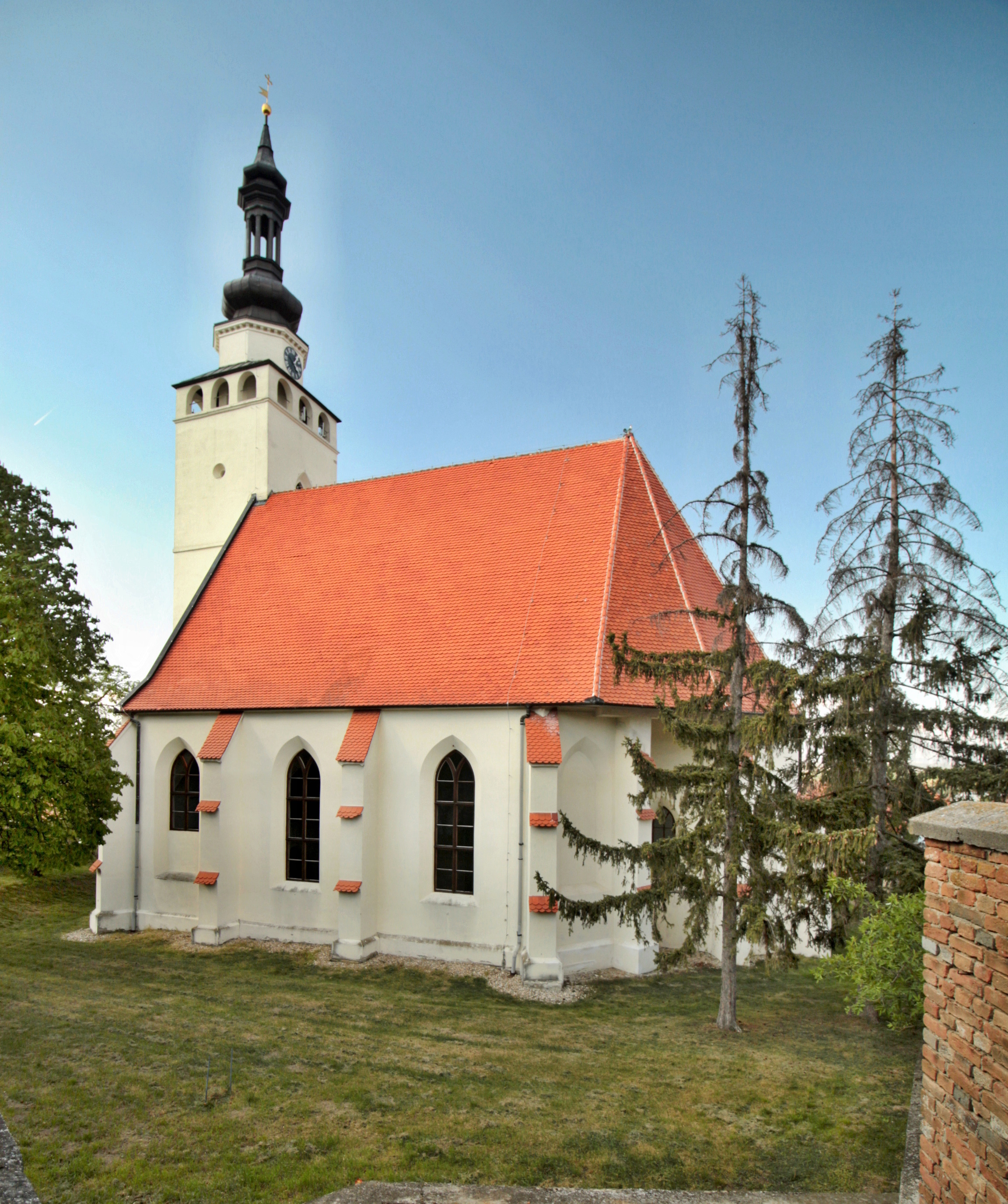
Kostel Nanebevzetí Panny Marie
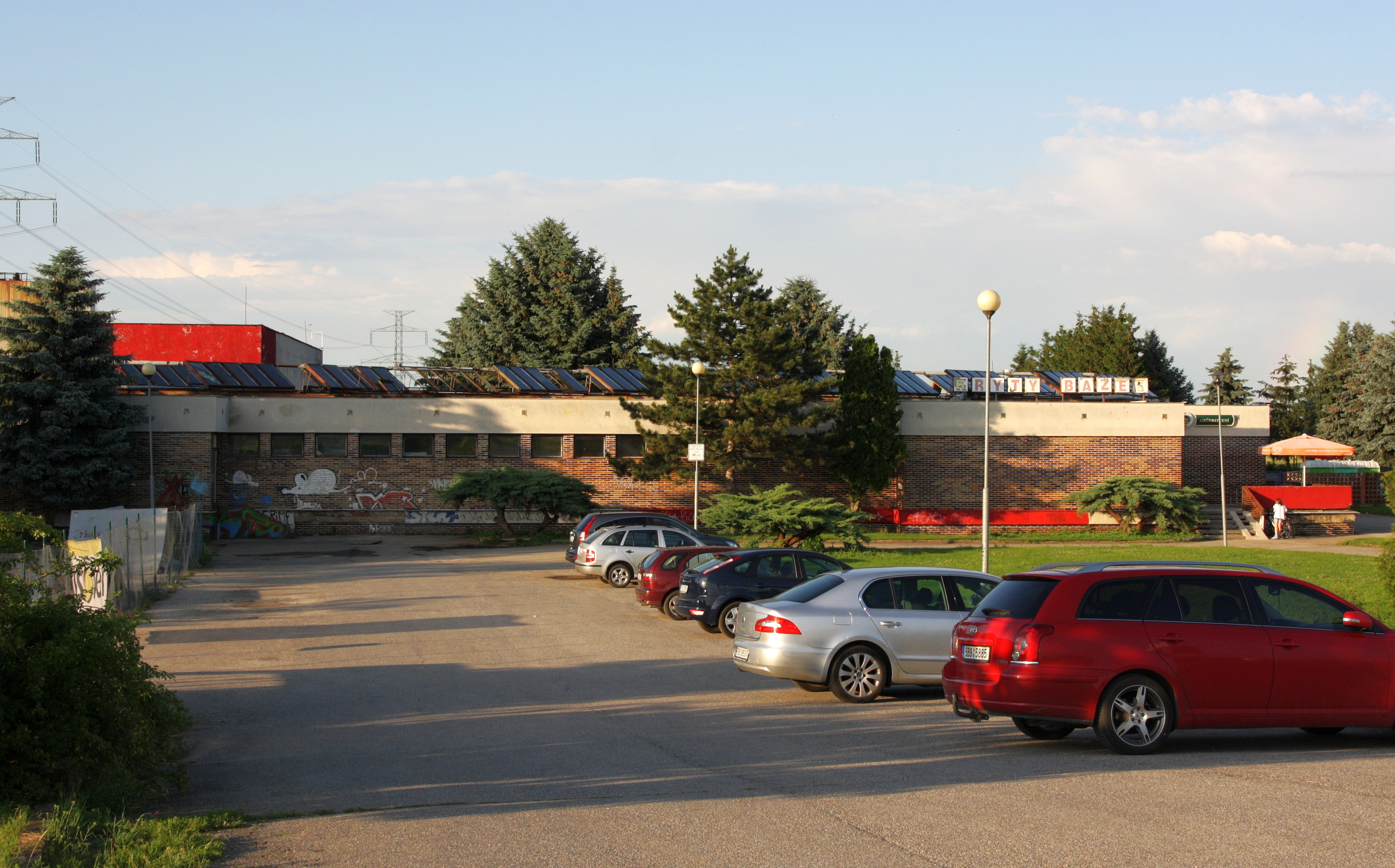
Krytý bazén
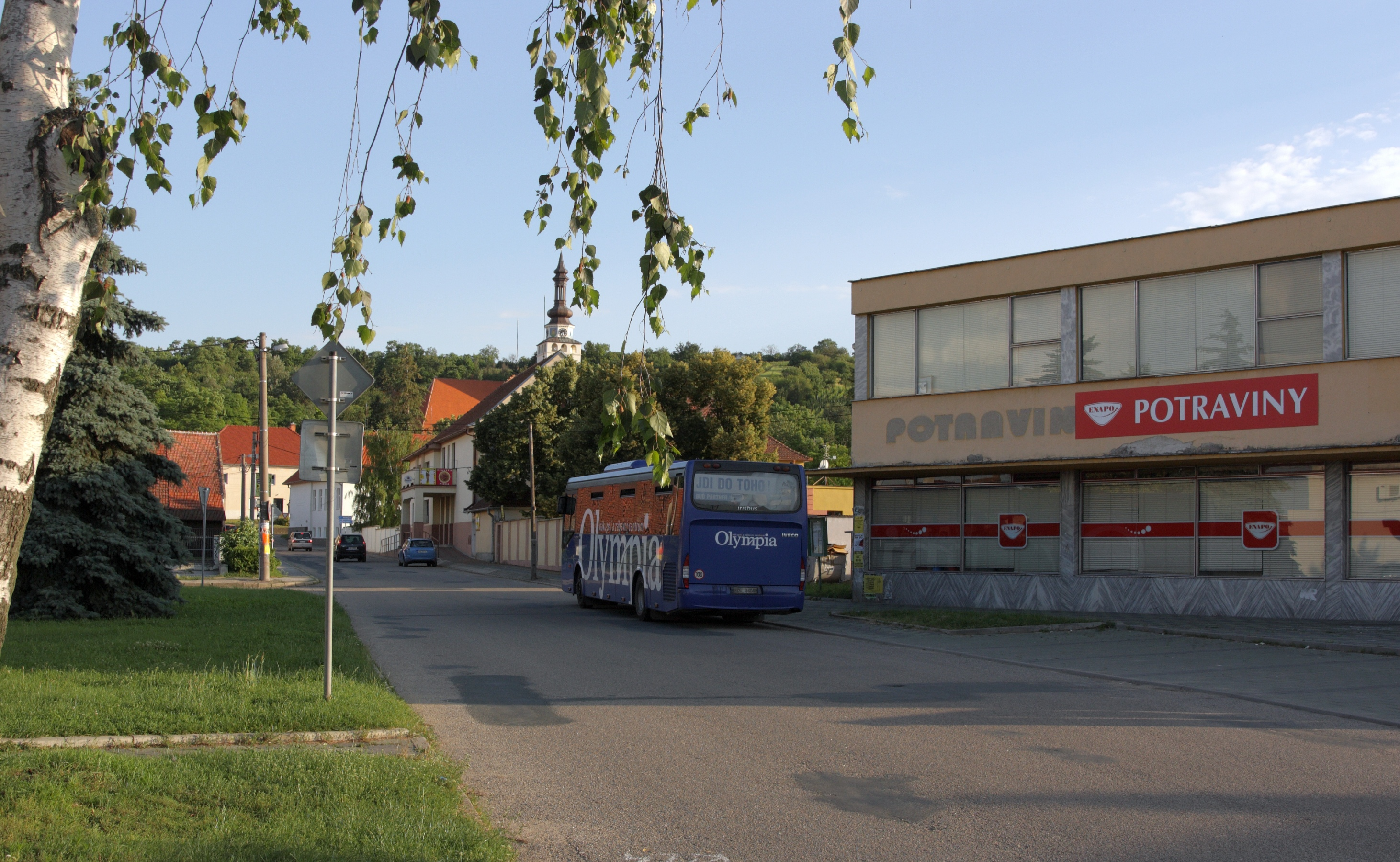
Ulice Na Lázních
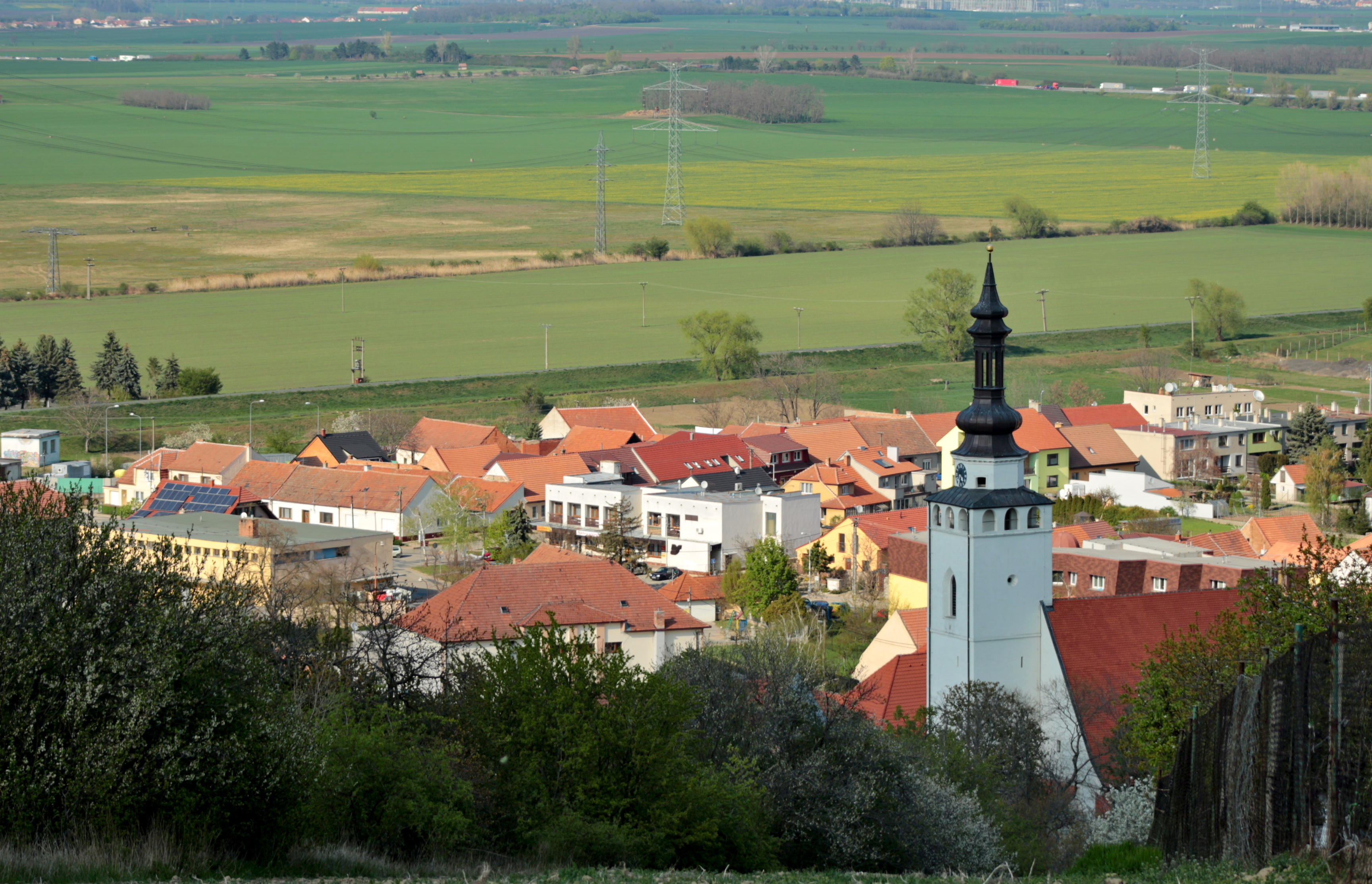
Blučina od Výhonu